# Vaclovas Michnevičius

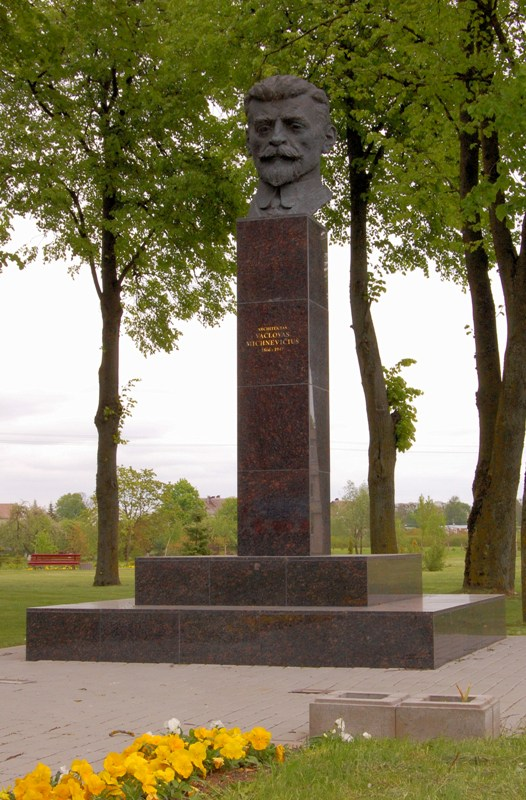
Denkmal

Vaclovas Michnevičius (poln. Wacław Michniewicz; * 1866 in Strebeikiai, Gebiet Jonava; † 14. Januar 1947 in der Litauischen SSR) war ein polnischer Bauingenieur und Architekt, Projektautor von mehr als 30 Kirchen.

## Leben
Seine Eltern waren A. Svolken und D. Michnevičius. Sie hatten 180 ha Landwirtschaft. Vaclovas absolvierte die Schule Žeimiai und 1893 Architektur und Brücken- und Straßenbau am Institut für Zivilingenieurwesen Sankt Petersburg. Er heiratete die deutsche Sprachwissenschaftlerin aus Bayern K. Feige. Auf Initiative von Bankier Juozapas Montvila kam Michnevičius 1893 nach Vilnius und arbeitete als Gehilfe des Stadtarchitekten und von 1904 bis 1912 als Stadtarchitekt von Vilnius. Er projektierte von 1904 bis 1906 die Markthalle Vilnius. Ab 1925 lebte er in Strebeikiai und wollte danach Stadtarchitekt von Kaunas werden. Er arbeitete aber als Landstraßenspezialist.

## Bibliografie
- 1925, Vieškeliai ir paprastieji keliai, jų taisymas ir laikymas